# Fort Belvoir

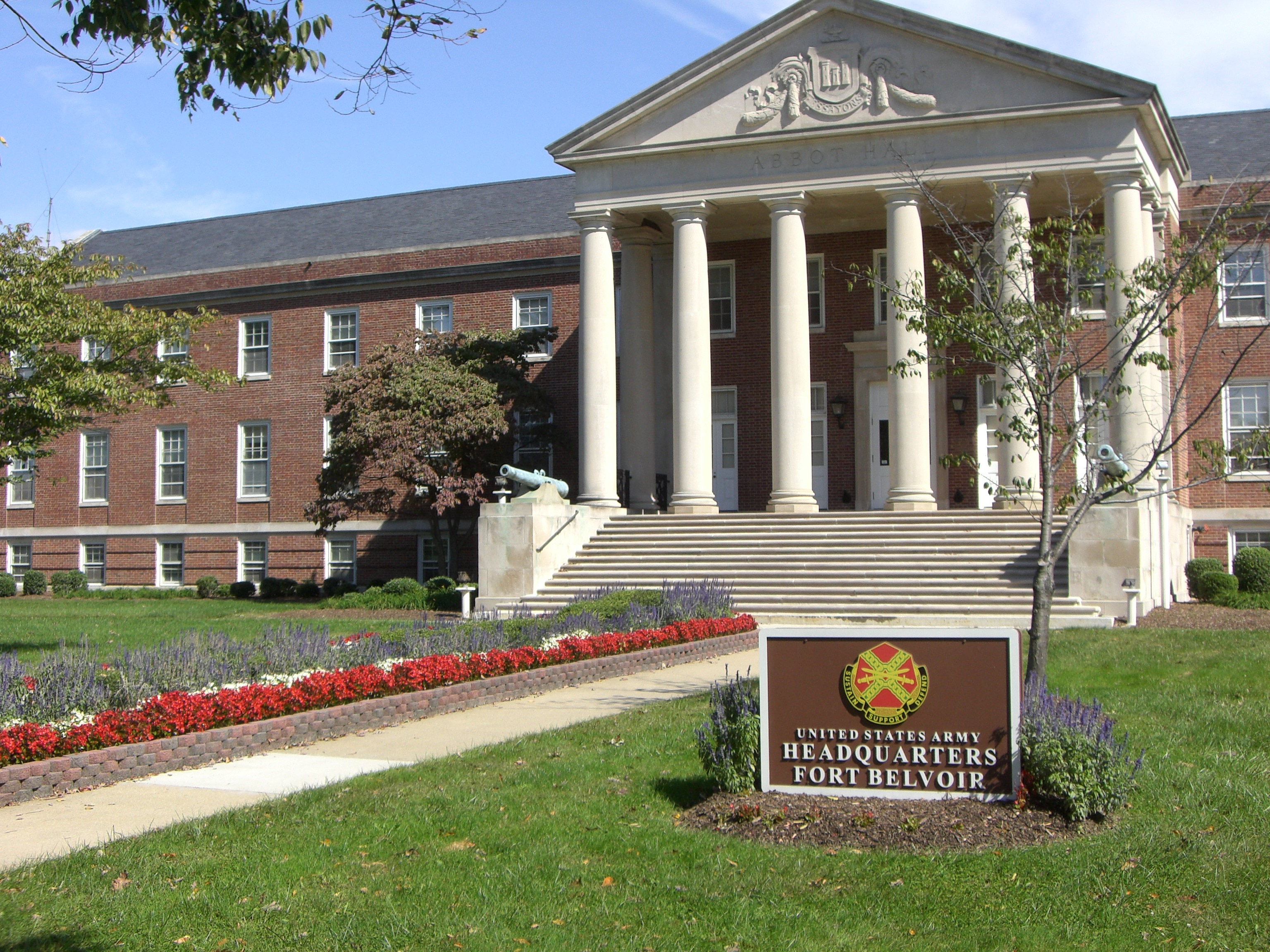
Fort Belvoir

Fort Belvoir jest instalacją wojskową United States Army w hrabstwie Fairfax, założona w 1917. Mieszkańców, według cenzusu z 2010 jest 7 100. 